# Колюбакин, Василий Иванович
Василий Иванович Колюбакин (7 декабря 1844, с. Старая Тойда — 18 февраля 1915, Воронеж) — врач, земский и общественный деятель.

## Биография
Родился в семье известного дворянского рода Колюбакиных. Мать — Клеопатра Васильевна Колюбакина (урожд. Нащокина) (?—1884) — помещица (Старая Тойда и часть Нащёкинки — левый берег, Заречье).
В 1797 году часть села Старая Тойда была пожалована генерал-лейтенанту Воину Васильевичу Нащокину — крупному деятелю екатерининской эпохи, затем в 1828 перешла по наследству его сыну Василию Воиновичу, а ближе к середине XVIII века владелицей села стала Клеопатра Васильевна (урожд. Нащокина) — ставшая женой Ивана Васильевича Колюбакина.
В 1863 году окончил 1-ю Московскую гимназию, в 1869 году — медицинский факультет Московского университета.

Возглавлял санитарные отряды в Бобровском уезде во время эпидемий дифтерита (1880), холеры (1892). Гласный Бобровского земского собрания (с конца 1870-х гг.), председатель уездной земской управы (1891—1915), губернской земской управы (1893—1898), член губернской земской управы (1898—1902). Председатель комитета Воронежской публичной библиотеки (1900—1909). Член комиссии по организации губернского музея (1893—1894). Председатель Воронежского отделения императорского Московского общества сельского хозяйства. Председатель Воронежского общества народных университетов (1907—1915). Активный участник съездов представителей земских управ. Член партии «Народной свободы» (кадетов). 

А. И. Шингарёв и Василий Иванович Колюбакин (Воронеж, 1906-07 гг.)

Член Государственной Думы А. И. Шингарёв вспоминал о нём очень тепло и отмечал его выдающийся вклад в дело образования и здравоохранения.

 «Василий Иванович был широко образованный и популярный, скоро становится выдающимся земским деятелем по родному ему Бобровскому уезду, а затем избирается председателем уездной земской управы. Живо интересуясь вопросами народного образования и народного здравия, он один из первых проводит в земской жизни много необходимых мероприятий».— (А. И. Шингарёв)

Редактор и издатель газеты «Воронежское слово» (1905—1906). Состоял под негласным надзором полиции. Занимался организацией в селах больниц (в с. Ст. Тойда — 1882), школ, библиотек. 

Герб рода Колюбакиных

Погиб, попав под конку. Похоронен в с. Ст. Тойда Бобровского уезда.

### Семья
Праправнучка К. В. Колюбакиной — Галина Георгиевна Сафонова.

### Избранная библиография
Источник — электронные каталоги РНБ
- Объяснение к зоологическому атласу В. И. Колюбакина. — Москва: лит. Е. А. Астахова, ценз. 1863.
- Сравнительная остеология [Колюбакина]. — Москва: лит. Е. А. Астахова, 1866.